# Acht Excentriekelingen van Yangzhou

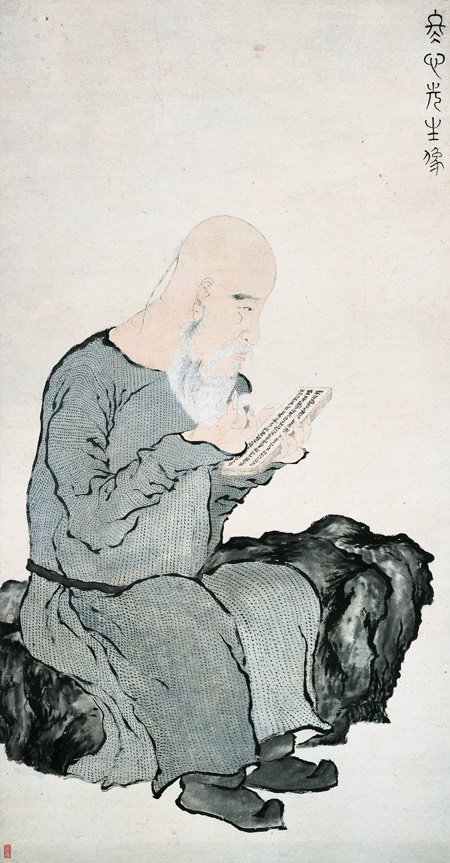
Portret van Jin Nong, geschilderd door zijn leerling Luo Ping

De Acht Excentriekelingen van Yangzhou (Chinees: 揚州八怪; pinyin: Yángzhōu bā guài) is een canon van acht Chinese kunstschilders uit de stadsprefectuur Yangzhou, tijdens de regering van Kangxi en Qianlong in de vroege Qing-periode. Zij behoorden tot de belangrijkste vertegenwoordigers van de Yangzhou-school. Kunstenaars van deze stroming binnen de Zuidelijke School verwierpen de in hun tijd heersende orthodoxe opvattingen over de schilderkunst ten bate van een expressiever stijl.

## Beschrijving
De term 'excentriekelingen' slaat op de vrije, onconventionele schilderstijl, niet zozeer op het sociale gedrag van de schilders. Hun schilderkunst werd door weinig mensen volledig begrepen en derhalve als excentriek beschouwd. De meeste van hen kwamen uit een arm milieu en waren weinig geschoold in de schilderkunst.
Hun werken in gewassen inkt waren geschilderd in ongebruikelijke penseeltechnieken en weerspiegelen een sterke persoonlijkheid. Zij lieten zich onder andere inspireren door Xu Wei, de Vier Monniken en andere kunstschilders die in hun eigen tijd als vernieuwend te boek stonden.
De Acht Excentriekelingen staan met name bekend om hun vogel- en bloemschilderingen en expressieve portreten. Behalve in de schilderkunst waren de meeste van hen ook bedreven in poëzie, kalligrafie en het snijden van zegels.

## Samenstelling
De algemeen geaccepteerde samenstelling van de Acht Excentriekelingen is als volgt:
- Wang Shishen (汪士慎; 1686–1759), een arme kunstschilder die leefde van de verkoop van portreten en bloemschilderingen.
- Li Shan (李鱓; ca. 1686–1756), een literator die in lichte kleuren en zeer natte inktwassingen vogel- en bloemschilderingen en bamboeschilderingen vervaardigde.
- Huang Shen (黄慎; 1687–1772), een leerling van Shangguan Zhou (1665–1750) die bekend is om zijn shan shui-landschappen in de stijl van de Yuan-meesters en zijn portretten van personen van lage komaf.[3]
- Jin Nong (金农; 1687–1764), een van de bekendste vertegenwoordigers van de Yangzhou-school die leefde van de verkoop van schilderijen, inktstenen en lantaarns en samen met Wang Shishen te boek staat als de grootste schilders van pruimenbloesem in de Chinese schilderkunst.[4]
- Gao Xiang (高翔; 1688–1753), een arme pruimenbloesem- en landschapsschilder met een grote bewondering voor de schilderkunst van Shitao (1642–1707).
- Zheng Xie (郑燮; 1693–1765), een magistraat van Shandong die nadat hij in opspraak kwam om zijn liefdadigheidswerken zich bekwaamde in het schilderen van orchideeën, bamboe en gongshi-stenen.[5]
- Li Fangying (李方膺; 1696–1755), een arrondissementsmagistraat die zich specialiseerde in het schilderen van de 'Drie Vrienden van de Winter'[a] en orchideeën.[6]
- Luo Ping (罗聘; 1733–1799), een leerling van Jin Nong die een verscheidenheid aan onderwerpen schilderde, waarvan een groot deel onder de naam van Jin werd verkocht.

De canon van de Acht Excentriekelingen kent een aantal alternatieve samenstellingen, allen met kunstschilders uit de Yangzhou-school. Namen die op deze lijsten voorkomen zijn onder andere Gao Fenghan (1683–1749), Hua Yan (1682–1765), Bian Shoumin (1684–1752), Yang Fa (1688–1785) en Min Zhen (1730–?).

## Afbeeldingen

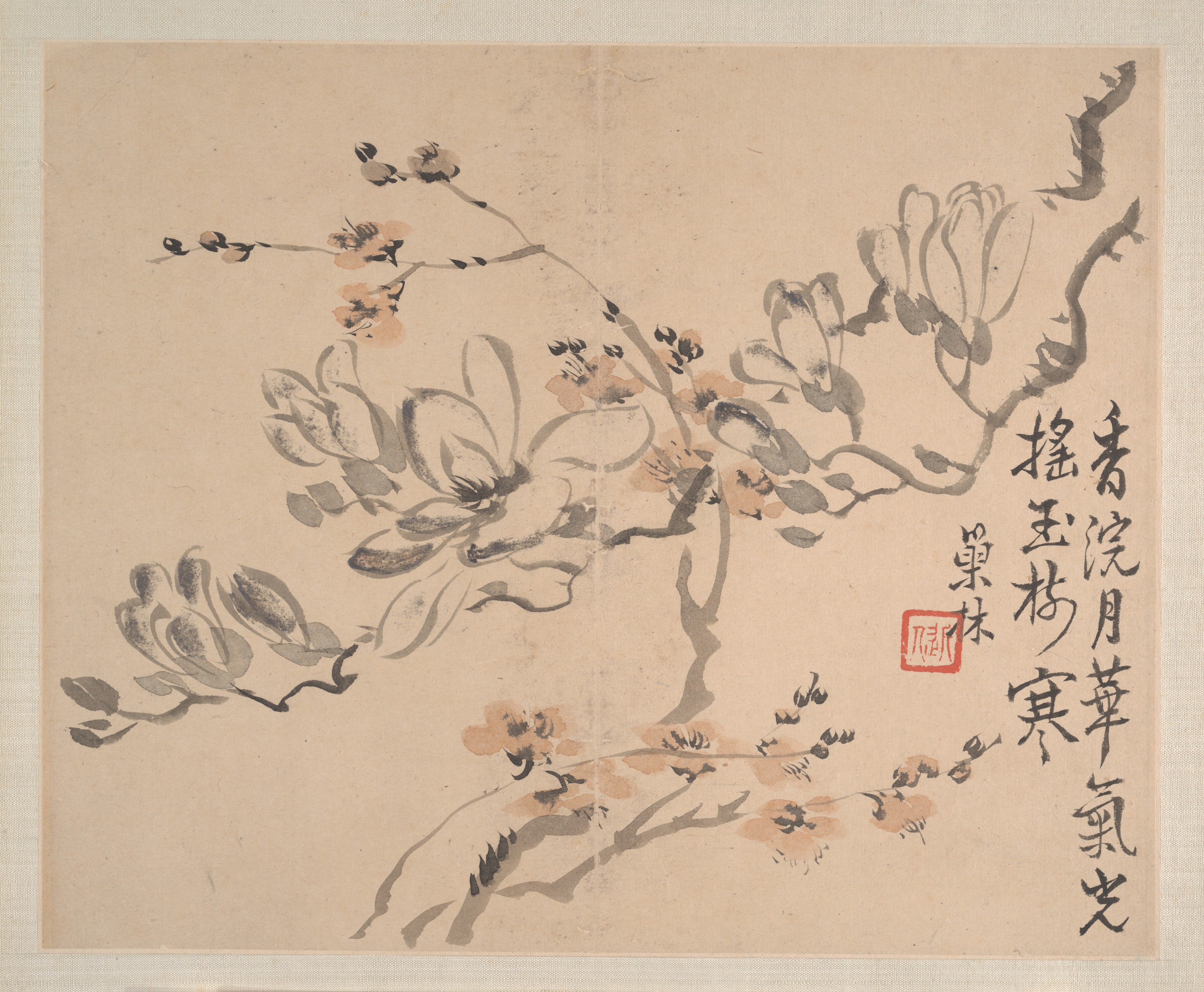
Albumblad uit Landschappen met bloemen (1745) door Wang Shishen
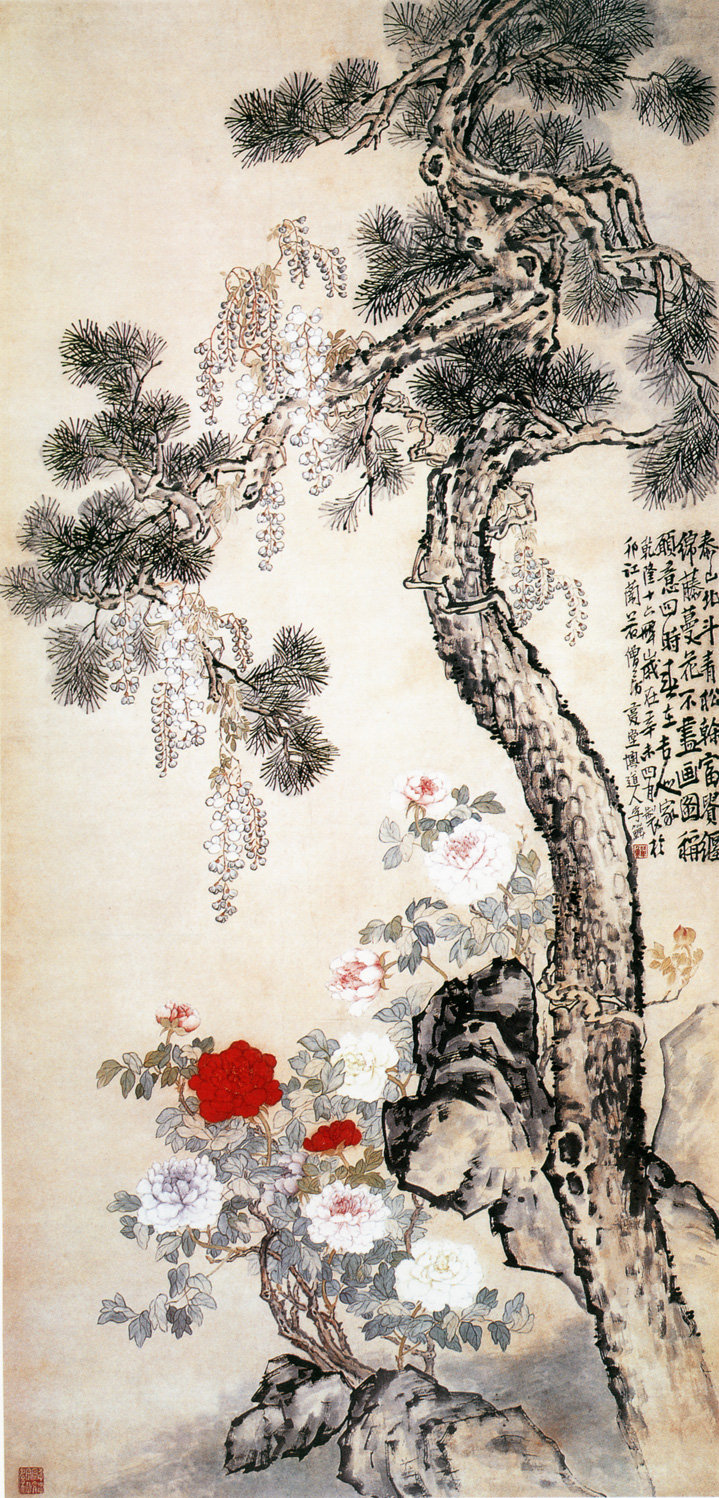
Den, steen en blauweregen door Li Shan
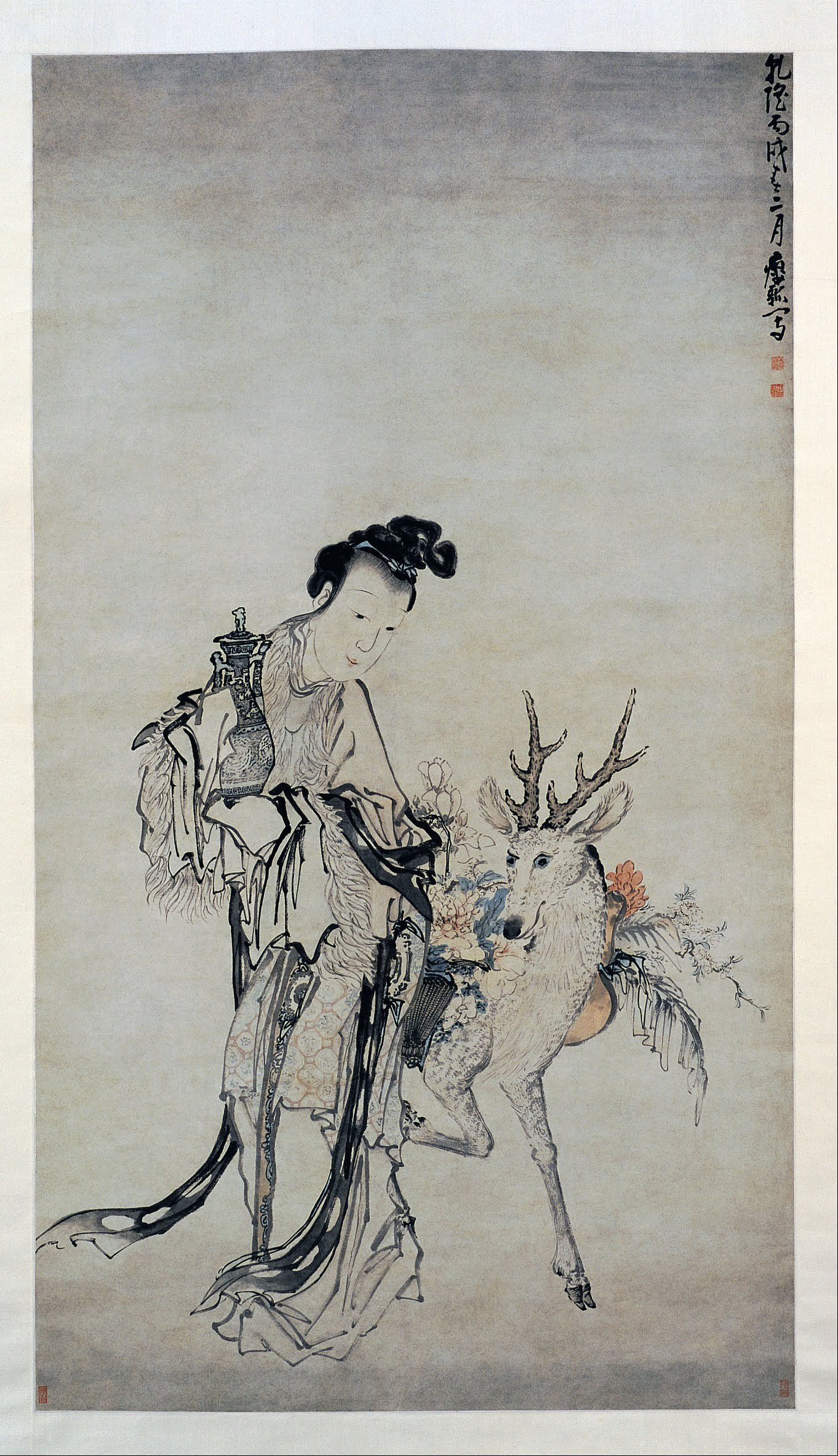
Magu met vaas en hert (1766) door Huang Shen
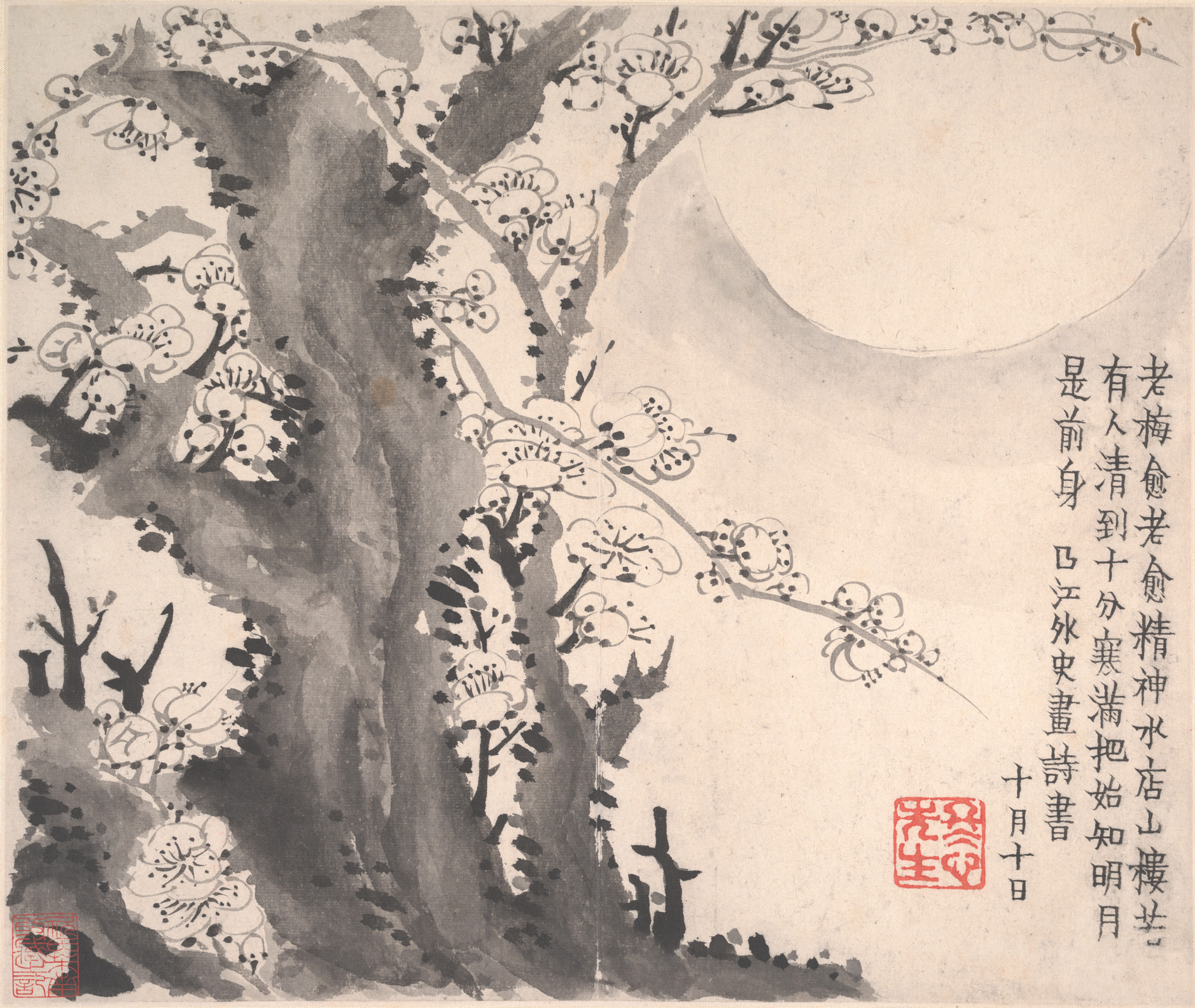
Albumblad met pruimenbloesem (1757) door Jin Nong
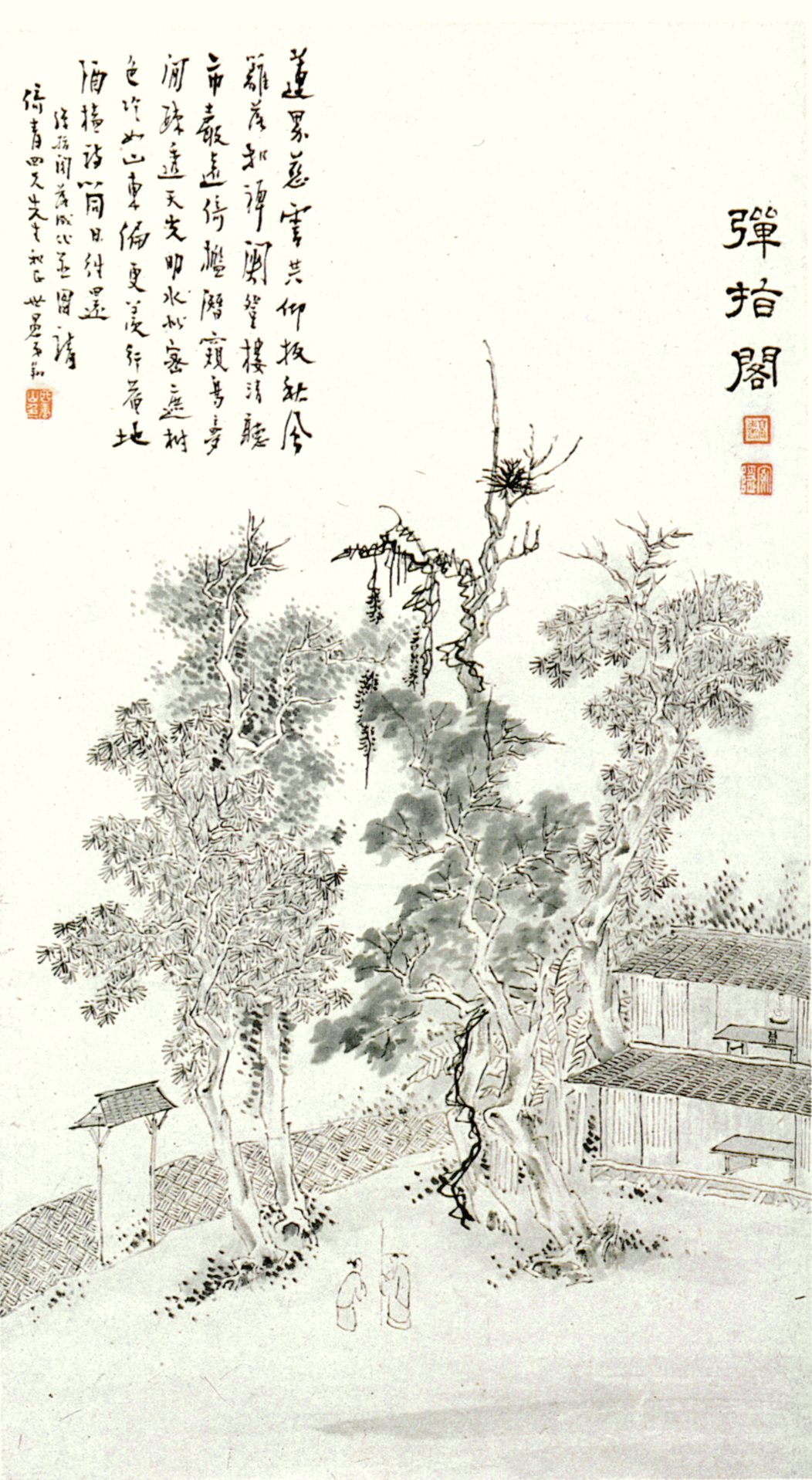
De Tanzhi-paviljoen door Gao Xiang
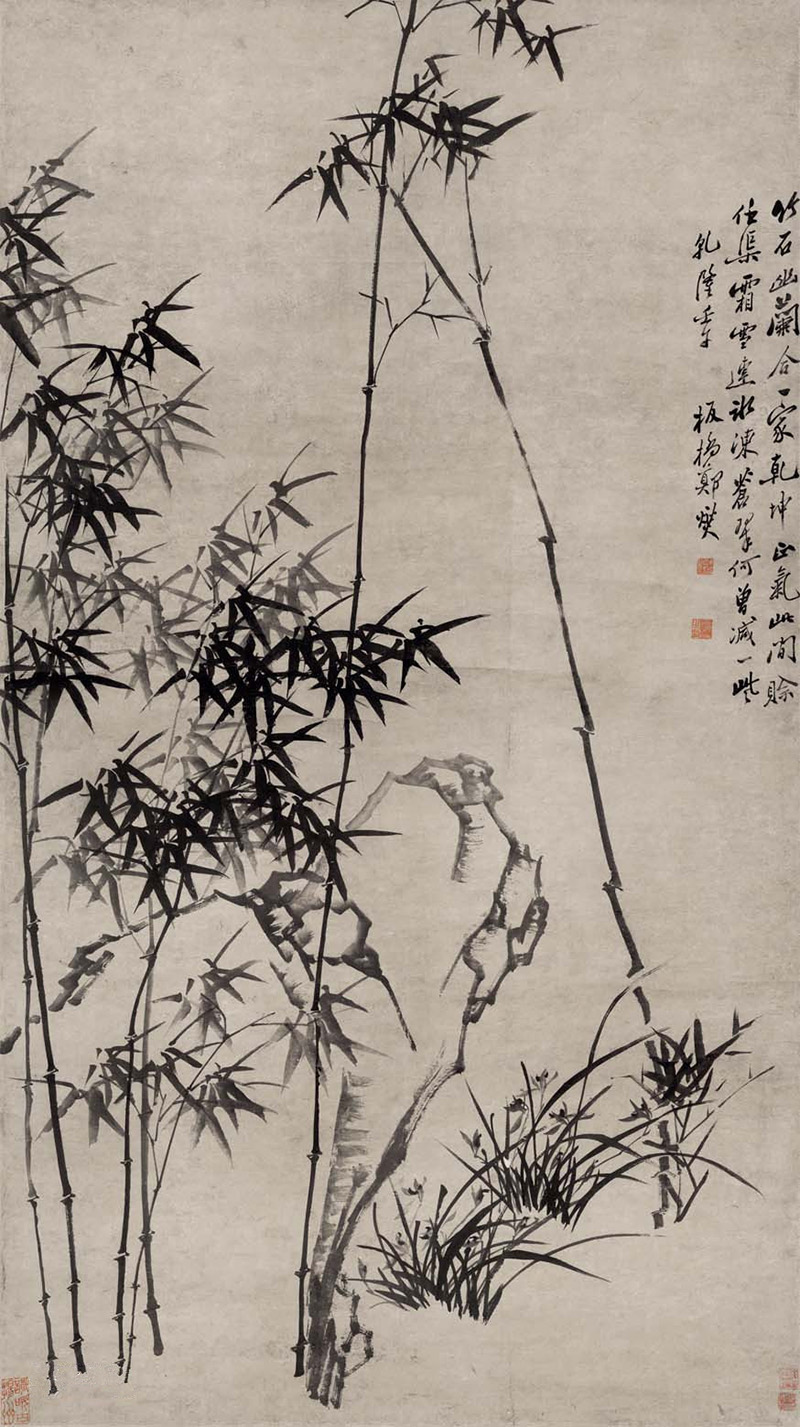
Bamboe, rots en een orchidee door Zheng Xie
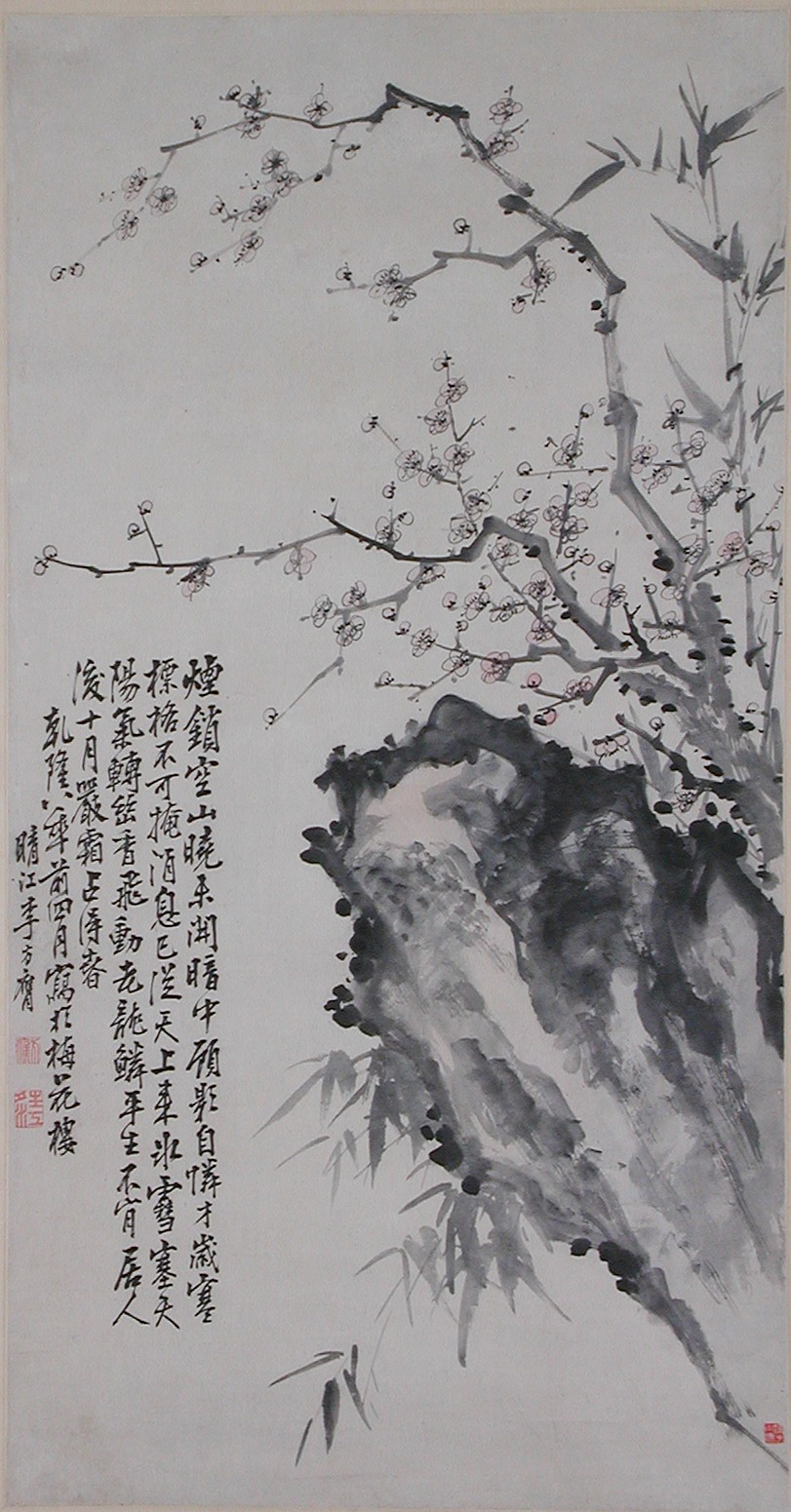
Bamboe, pruim en rots door Li Fangying
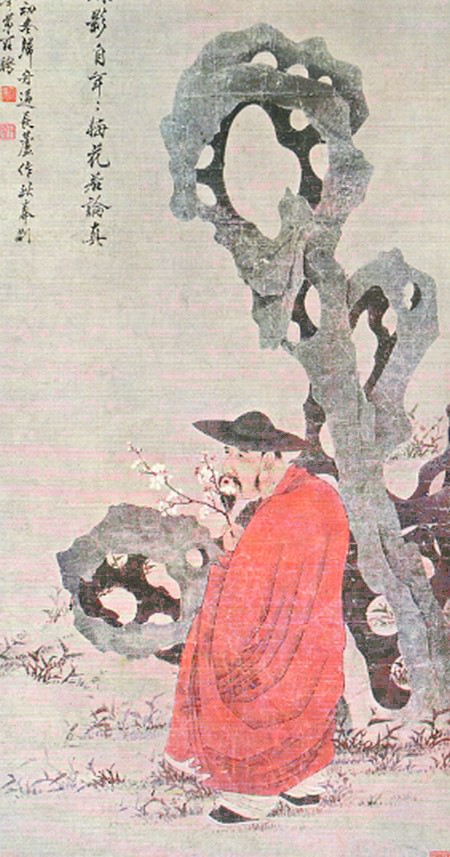
Portret van Yi An (1798) door Luo Ping

## Invloed
De Acht Excentriekelingen waren met name vernieuwend op het gebied van vogel- en bloemschilderingen. Hun nieuwe penseeltechnieken vonden navolging bij andere Chinese kunstschilders, zowel op de Yangzhou-school als op latere generaties. Zij hadden een belangrijke invloed op bekende schilders van de 19e-eeuwse Shanghai-school, zoals Zhao Zhiqian (1829–1884), Wu Changshuo (1844–1927) en Qi Baishi (1864–1957).